# Lední hokej na Zimních olympijských hrách 2014
Hokejové soutěže mužů a žen na Olympijských hrách v Soči se konaly ve dnech 8. až 23. února 2014. Hrálo se v hale Bolšoj a v ledové aréně Šajba. Turnaje se zúčastnilo 12 mužských a 8 ženských týmů, které zápasily o dvě sady medailí. Na rozdíl od předchozího hokejového turnaje na olympiádě ve Vancouveru se hrálo na kluzišti o rozměru 60×30 metrů, které odpovídá standardu Mezinárodní hokejové federace.

## Časový harmonogram
| ZS | základní skupiny | 1/8 | předkolo play off | 1/4 | čtvrtfinále | 1/2 | semifinále | 3 | zápas o 3. místo | F | Finále |

| Únor        | 8. So | 9. Ne | 10. Po | 11. Út | 12. St | 13. Čt | 14. Pá | 15. So | 16. Ne | 17. Po | 18. Út | 19. St | 20. Čt | 20. Čt | 21. Pá | 22. So | 23. Ne |
| ----------- | ----- | ----- | ------ | ------ | ------ | ------ | ------ | ------ | ------ | ------ | ------ | ------ | ------ | ------ | ------ | ------ | ------ |
| turnaj muži |       |       |        |        | ZS     | ZS     | ZS     | ZS     | ZS     |        | 1/8    | 1/4    |        |        | 1/2    | 3      | F      |
| turnaj ženy | ZS    | ZS    | ZS     | ZS     | ZS     | ZS     |        | 1/4    |        | 1/2    |        |        | 3      | F      |        |        |        |

## Medailové pořadí zemí
| Pořadí | Země                         | Zlato | Stříbro | Bronz | Celkově |
| ------ | ---------------------------- | ----- | ------- | ----- | ------- |
| 1.     | Kanada (CAN)                 | 2     | 0       | 0     | 2       |
| 2.     | Švédsko (SWE)                | 0     | 1       | 0     | 1       |
| 2.     | Spojené státy americké (USA) | 0     | 1       | 0     | 1       |
| 3.     | Finsko (FIN)                 | 0     | 0       | 1     | 1       |
| 3.     | Švýcarsko (SUI)              | 0     | 0       | 1     | 1       |
|        | Celkem                       | 2     | 2       | 2     | 6       |

## Medailisté
| Disciplína  | Zlato | Stříbro | Bronz |
| ----------- | --- | --- | --- |
| turnaj muži | Kanada (CAN) · Jamie Benn · Patrice Bergeron · Jay Bouwmeester · Jeff Carter · Sidney Crosby · Drew Doughty · Matt Duchene · Ryan Getzlaf · Dan Hamhuis · Duncan Keith · Chris Kunitz · Martin St. Louis · Roberto Luongo · Patrick Marleau · Rick Nash · Corey Perry · Alex Pietrangelo · Carey Price · Patrick Sharp · Mike Smith · P. K. Subban · John Tavares · Jonathan Toews · Marc-Edouard Vlasic · Shea Weber                                                                 | Švédsko (SWE) · Daniel Alfredsson · Nicklas Bäckström · Patrik Berglund · Alexander Edler · Oliver Ekman-Larsson · Jhonas Enroth · Jimmie Ericsson · Jonathan Ericsson · Loui Eriksson · Jonas Gustavsson · Carl Hagelin · Niklas Hjalmarsson · Marcus Johansson · Erik Karlsson · Niklas Kronwall · Marcus Krüger · Gabriel Landeskog · Henrik Lundqvist · Gustav Nyquist · Johnny Oduya · Daniel Sedin · Jakob Silfverberg · Alexander Steen · Henrik Tallinder · Henrik Zetterberg | Finsko (FIN) · Juhamatti Aaltonen · Aleksander Barkov · Mikael Granlund · Juuso Hietanen · Jarkko Immonen · Jussi Jokinen · Olli Jokinen · Leo Komarov · Petri Kontiola · Lauri Korpikoski · Lasse Kukkonen · Jori Lehterä · Kari Lehtonen · Sami Lepistö · Olli Määttä · Antti Niemi · Antti Pihlström · Tuukka Rask · Tuomo Ruutu · Sakari Salminen · Sami Salo · Teemu Selänne · Kimmo Timonen · Sami Vatanen · Ossi Väänänen   |
| turnaj ženy | Kanada (CAN) · Meghan Agostová-Marcianová · Gillian Appsová · Mélodie Daoustová · Laura Fortinoová · Jayna Heffordová · Haley Irwinová · Brianne Jennerová · Rebecca Johnstonová · Charline Labontéová · Geneviève Lacasseová · Jocelyne Larocqueová · Meaghan Mikkelsonová · Caroline Ouelletteová · Marie-Philip Poulinová · Lauriane Rougeauová · Natalie Spoonerová · Shannon Szabadosová · Jennifer Wakefieldová · Catherine Wardová · Tara Watchornová · Hayley Wickenheiserová | Spojené státy americké (USA) · Kacey Bellamyová · Megan Božeková · Alexandra Carpenterová · Kendall Coyneová · Brianna Deckereová · Meghan Dugganová · Lyndsey Fryová · Julie Chuová · Jocelyne Lamoureuxová · Monique Lamoureuxová-Kollsová · Amanda Kesselová · Hilary Knightová · Gisele Marvinová · Brianne McLaughlinová · Michelle Picardová · Josephine Pucciová · Molly Schausová · Anne Schleperová · Kelli Stacková · Lee Steckleinová · Jessie Vetterová                   | Švýcarsko (SUI) · Janine Alderová · Livia Altmannová · Sophie Anthamattenová · Laura Benzová · Sara Benzová · Nicole Bulloová · Romy Eggimannová · Sarah Forsterová · Angela Frautschiová · Jessica Lutzová · Julie Martyová · Stefanie Martyová · Alina Müllerová · Katrin Nabholzová · Evelina Raselliová · Florence Schellingová · Lara Stalderová · Phoebe Stanzová · Anja Stiefelová · Sandra Thalmannová · Nina Waidacherová |

## Muži

### Kvalifikace

#### Kvalifikované týmy
Čísla v závorce označují pořadí týmů ve světovém žebříčku, které je rozhodující pro nasazení do jednotlivých skupin.
Skupina A
- Rusko (1)
- Slovensko (6)
- USA (7)
- Slovinsko (18)

Skupina B
- Finsko (2)
- Kanada (5)
- Norsko (8)
- Rakousko (15)

Skupina C
- Česko (3)
- Švédsko (4)
- Švýcarsko (9)
- Lotyšsko (11)

## Ženy

### Kvalifikace

#### Kvalifikované týmy
Čísla v závorce označují pořadí týmů ve světovém žebříčku, které je rozhodující pro nasazení do jednotlivých skupin.
Skupina A
- Kanada (1)
- USA (2)
- Finsko (3)
- Švýcarsko (4)

Skupina B
- Švédsko (5)
- Rusko (6)
- Německo (8)
- Japonsko (11)

## Sportoviště
- Stadion Bolšoj — 12 000 diváků
- Stadion Šajba — 7 500 diváků